# Кубок шотландской лиги
Кубок шотландской лиги (англ. Scottish League Cup) — соревнование для шотландских футбольных клубов Премьер-лиги и Футбольной лиги. Ежегодно проводится Шотландской футбольной ассоциацией. Учреждён в 1947 году.
В настоящее время турнир носит название «Betfred Cup» по названию титульного спонсора соревнования, британской букмекерской конторы «Betfred». В прошлом Кубок шотландской лиги спонсировался такими компаниями, как «Coca-Cola», «Skol Lager», «Bell's whisky», «Co-operative Insurance Society».
Формат розыгрыша трофея подобен регламенту Кубка Шотландии, то есть одноматчевые поединки на вылет.
В настоящее время права на телевизионную и радиотрансляцию игр Кубка Лиги принадлежат компании «BBC Scotland».
Текущим обладателем трофея является «Селтик».

## Текущий формат
Соревнование проводится среди 42 клубов шотландских Премьер-лиги и Футбольной лиги. В отличие от Кубка Шотландии в розыгрыше Кубка Лиги отсутствуют переигровки — если основное и дополнительное время поединка заканчивается с ничейным счётом, то победителя выявляют в серии послематчевых пенальти.
Команды, занявшие в предыдущем чемпионате Шотландии места с первого по шестое, стартуют в розыгрыше с третьего раунда. Занявшие места с седьмого по десятое — со второго раунда.
Остальные 32 команды участвуют с первого этапа розыгрыша. Пары соперников определяются путём «слепой» жеребьёвки без распределения по корзинам и сеяния клубов. Коллективы, победившие в первом раунде, на следующей стадии турнира играют между собой. С третьего этапа, пары вновь определяются «слепой» жеребьёвкой.
Полуфинальные встречи традиционно проводятся на стадионе «Хэмпден Парк», но в некоторых случаях могут быть сыграны на любом другом нейтральном поле по договорённости команд и Шотландской футбольной ассоциации.
Финальный матч также играется на «Хэмпден Парке». Из-за реконструкции арены в конце XX века решающие поединки проводились на стадионах «Селтик Парк» или «Айброкс».

## История
Предшественником Кубка шотландской лиги является Южный кубок лиги, который был учреждён в 1940 году, когда из-за Второй мировой войны были приостановлены розыгрыши Кубка страны.
Первый трофей Кубка Лиги был разыгран в сезоне 1946/47 — победителем соревнования стал глазговский клуб «Рейнджерс», переигравший в финальном поединке «Абердин».
Формат розыгрыша турнира в то время отличался от современного — клубы были разбиты на 8 или 9 групп по 4 или 5 команд в каждой. 16 коллективов, представляющих Высший дивизион Шотландии были распределены по первым четырём группам, что «гарантировало» участие в четвертьфиналах по меньшей мере четырёх клубов из элитной лиги страны.
Переигровки в рамках проведения Кубка Лиги были отменены в начале 80-х годов. С этого времени каждое противостояние команд состояло из двухматчевых поединков.
С середины 80-х годов формат розыгрыша вновь поменяли — второй матч противостояния клубов был отменён. Был оставлен один поединок между командами, в случае если основное и дополнительное время встречи заканчивалось с ничейным счётом, то победителя выявляли в серии послематчевых пенальти. В соответствии с этим форматом Кубок Лиги проводится и в настоящее время.

### Спонсорство
С 1979 года Кубок шотландской лиги именуется по названию титульного спонсора:
| Период               | Спонсор                    | Название                        |
| -------------------- | -------------------------- | ------------------------------- |
| 1946—1978            | Спонсора не было           | Scottish League Cup             |
| 1979—1981            | Bell's whisky              | Bell's League Cup               |
| 1981—1984            | Спонсора не было           | Scottish League Cup             |
| 1984—1992            | Skol Lager                 | Skol Cup                        |
| 1992—1994            | Спонсора не было           | Scottish League Cup             |
| 1994—1998            | Coca-Cola                  | Coca-Cola Cup                   |
| 1998—1999            | Спонсора не было           | Scottish League Cup             |
| 1999—2008            | CIS Insurance              | CIS Insurance Cup               |
| 2008—2011            | The Co-operative Insurance | Co-operative Insurance Cup      |
| 2011—2013            | Правительство Шотландии    | Scottish Communities League Cup |
| 2013—2015            | Спонсора не было           | Scottish League Cup             |
| 2015                 | QTS Group                  | Scottish League Cup             |
| 2015—2016            | Utilita Energy             | The Scottish League Cup         |
| 2008—настоящее время | Betfred                    | Betfred Cup                     |

## Трофей
С первого розыгрыша команде-победительнице вручался Кубок шотландской футбольной лиги (англ. Scottish Football League Cup). В 80-х годах во время спонсорства турнира компанией «Skol lager», приз заменён на другой, названный «Skol Cup». В сезоне 1987/88 после третьей победы клуба «Рейнджерс» в розыгрыше «Skol Cup», трофей был отдан глазговцам на вечное хранение. «Skol lager» изготовила для следующего розыгрыша новый приз, который вручается по сей день.

## Квалификация на еврокубковые турниры
Существуют случаи, когда победителю Кубка шотландской лиги по решению Шотландской футбольной ассоциации предоставлялось место в еврокубковых турнирах, в частности Кубке УЕФА. Последним примером этого стало участие клуба «Рэйт Роверс» в розыгрыше Кубка УЕФА 1995/96 после того, как он стал обладателем трофея. В настоящее время данная привилегия упразднена в связи со снижением числа шотландских коллективов, участвующих в еврокубках.

## Освещение турнира в СМИ
В настоящее время права на телевизионную и радиотрансляцию игр Кубка Лиги принадлежат компании «BBC Scotland».
В Ирландии матчи турнира показывают телеканалы «Setanta Ireland» и «Setanta Sports 1», в Австралии — «Setanta Sports Australia».